# 도미니크 피슈날러
도미니크 피슈날러(독일어: Dominik Fischnaller, 1993년 2월 20일~)는 이탈리아의 루지 선수이다. 2017년 2월 열린 평창 루지 월드컵에서 그는 남자 싱글 부문을 우승하였다.